# James Wong
James Wong IV (Hong Kong, 20 aprile 1959) è un regista, sceneggiatore, produttore televisivo e produttore cinematografico statunitense di  origini cinesi. Ha raggiunto la notorietà girando film come Final Destination, The One e serie televisive quali X-Files e Millennium.

## Biografia
Nato ad Hong Kong nel 1959, all'età di dieci anni si trasferisce a San Diego (California) coi genitori.
Durante l'età adolescenziale, frequenta l'istituto comprensivo "Cajon Valley High School", dove fa la conoscenza del futuro partner lavorativo Glen Morgan.
Una volta diplomato, si iscrive all'università comprensiva cristiana romana "Loyola Marymount University"; dove entra a far parte di un gruppo comico.
Terminati gli studi, Wong inizia a scrivere varie sceneggiature per il produttore Sandy Howard, che però non riesce a piazzarle nell'industria cinematografica. Riscuote inoltre numerosi insuccessi, specialmente il film Dragonball Evolution che nonostante gli incassi viene giudicato "uno spreco di tempo" da critica e pubblico.

### Vita privata
Vive in California insieme alla moglie Teena Wong, dalla quale ha avuto tre figli.

## Filmografia

### Regista
- X-Files (The X-Files) - serie TV (1993-2002)
- Final Destination (2000)
- The One (2001)
- Final Destination 3 (2006)
- Dragonball Evolution (2009)
- American Horror Story - serie TV (2013-2016)

### Sceneggiatore
- I ragazzi della porta accanto (The Boys Next Door), regia di Penelope Spheeris (1985)
- Morte a 33 giri (Trick or Treat), regia di Charles Martin Smith (1986)
- 21 Jump Street - serie TV (1987)
- Booker - serie TV (1989)
- The Commish - serie TV (1991)
- Space: Above and Beyond - serie TV (1995-1996)
- The Notorious 7 (1997)
- X-Files (The X-Files) - serie TV (1993-2002)
- Millennium - serie TV (1996-1998)
- The Wonder Cabinet (1999)
- The Others - serie TV (2000)
- Final Destination, regia di James Wong (2000)
- The One, regia di James Wong (2001)
- Final Destination 3, regia di James Wong (2006)
- Dragonball Evolution, regia di James Wong (2009)
- American Horror Story - serie TV (2013-2016)

### Produttore
- Disney Presents The 100 Lives of Black Jack Savage - serie TV (1991)
- The Commish - serie TV (1991)
- Space: Above and Beyond - serie TV (1995-1996)
- X-Files (The X-Files) - serie TV (1993-2002)
- Millennium - serie TV (1996-1998)
- The Wonder Cabinet (1999)
- The Others - serie TV (2000)
- The One (2001)
- Willard il paranoico (2003)
- Final Destination (2006)
- Black Christmas - Un Natale rosso sangue (Black Christmas) (2006)
- American Horror Story - serie TV (2013-2016)